# Klipphausen (Klipphausen)
Klipphausen ist ein Ortsteil, eine Ortschaft und der Hauptort der gleichnamigen Gemeinde im sächsischen Landkreis Meißen.

## Geographie
Der Ort Klipphausen liegt im Süden des Landkreises Meißen etwa zehn Kilometer südöstlich der Kreisstadt Meißen und 16 Kilometer westlich der Landeshauptstadt Dresden. Innerhalb des Gemeindegebietes befindet sich Klipphausen an der südlichen Grenze, an der die Stadt Wilsdruff im Landkreis Sächsische Schweiz-Osterzgebirge an den Ort angrenzt. Innerhalb der Gemeinde grenzen im Norden Röhrsdorf, im Nordosten Kleinschönberg, im Osten Sachsdorf und im Westen Sora an die Klipphausener Gemarkung an.
Wie große Teile des restlichen Gemeindegebietes befindet sich der Ort Klipphausen im Landschaftsschutzgebiet Linkselbische Täler. An der Grenze zu Sachsdorf fließt die im Tharandter Wald entsprungene Wilde Sau in Richtung Elbe an Klipphausen vorbei. Die Bebauung befindet sich hauptsächlich an dem linken Talhang dieses Flusses auf etwa 245 Metern über Normalnull. Umgeben ist die Ortslage von landwirtschaftlich genutzten Flächen.

## Geschichte
| Jahr | Einwohner                                          |
| ---- | -------------------------------------------------- |
| 1551 | 13 besessene Mann, 19 Inwohner                     |
| 1764 | 7 besessene Mann, 19 Gärtner, 15 Häusler, 4½ Hufen |
| 1834 | 381                                                |
| 1871 | 400                                                |
| 1890 | 444                                                |
| 1910 | 405                                                |
| 1925 | 388                                                |
| 1939 | 350                                                |
| 1946 | 470                                                |

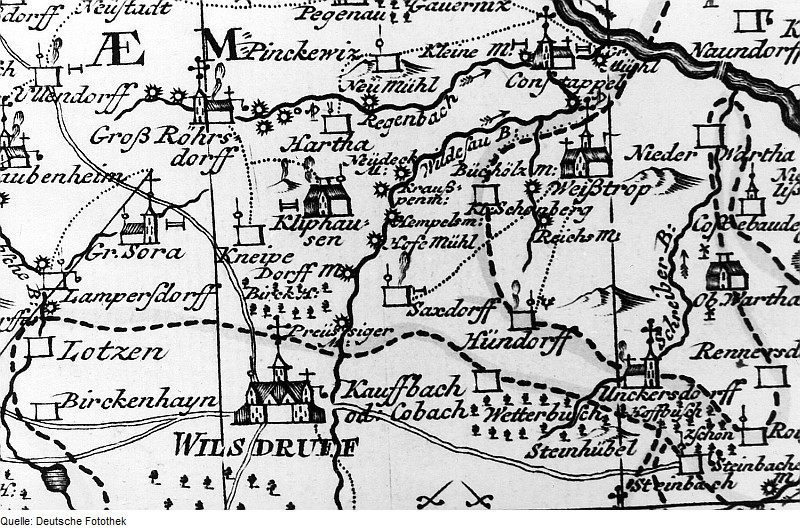
Klipphausen und Kneipe auf einer Karte des Amtes Meißen, 1750

Der Ort wurde erstmals im Jahre 1128 erwähnt. 1507 kaufte Christoph Ziegler das Vorwerk Cleyn Rwgerstorf (Klein-Röhrsdorf). Die adlige Familie Ziegler, ursprünglich ein Ratsherrengeschlecht der Stadt Dresden, besaß bereits seit dem Ende des 14. Jahrhunderts das benachbarte Gauernitz. Nachdem die Brüder Hieronymus, Balthasar und Frantz Ziegler ihren Besitz im Jahre 1525 aufgeteilt hatten, ließ Hieronymus 1528 ein Schloss bauen. Klein-Röhrsdorf, jetzt Klipphausen genannt, bekam ein eigenes Rittergut und wurde damit unabhängig von Gauernitz. Noch im selben Jahrhundert waren die Ziegler jedoch schuldenhalber gezwungen, das Gut zu verkaufen. Sie nannten sich jedoch weiterhin von Ziegler und Klipphausen.
Das Rittergut übte noch weit bis ins 18. Jahrhundert die Grundherrschaft aus.
Der Ortsname stammt vermutlich daher, dass Klipphausen als von Gauernitz abgelegener Ort als „Klippe“, also von etwas entfernter, abseits gelegener Ort bezeichnet wurde, wie die Klippe das äußere, abgelegene Teil eines Felsens ist.
Mit der Sächsischen Landgemeindeordnung von 1838 erhielt Klipphausen den Status einer Landgemeinde. Zum Ort gehörte bereits ein erster Ortsteil namens Kneipe. Um 1900 erstreckte sich um das Straßenangerdorf eine 420 Hektar große Streifenflur, auf der die etwa 400 Einwohner des Dorfes der Landwirtschaft nachgingen. Die Einwohnerzahl sank durch den Ersten Weltkrieg auf 388 im Jahr 1925 ab. Von diesen 388 Einwohnern waren 361 evangelisch-lutherisch, sechs katholisch und drei konfessionslos. Klipphausen war nach Röhrsdorf eingepfarrt und gehört heute zur dortigen Kirchgemeinde.
Im Jahr 1909 wurde der erste Abschnitt der Schmalspurbahn Wilsdruff–Gärtitz zwischen Wilsdruff und Meißen-Triebischtal freigegeben. Klipphausen bekam westlich des Ortskerns einen Haltepunkt an der Schmalspurbahn. Im Jahr 1966 wurde diese Bahnlinie wieder stillgelegt, da sie nicht mehr wirtschaftlich genug war. An die Strecke erinnert heute noch die Straßenbezeichnung „Bahnhofsweg“.
Bereits seit 1875 gehörte die Landgemeinde zur Amtshauptmannschaft Meißen (ab 1939 als Landkreis bezeichnet), die nach dem Zweiten Weltkrieg und dem Zusammenbruch Nazi-Deutschlands in den Kreis Meißen im Bezirk Dresden umgewandelt wurde. Im Jahr 1950 entstand durch die Eingemeindung des Nachbarortes Sachsdorf die Gemeinde Klipphausen, die heute mit Klipphausen als Hauptort 43 Ortsteile hat.
Nach Eingemeindungen 1974 und 1994 wurde 1999 in einem weiteren Vertrag über einen Gemeindezusammenschluss festgelegt, dass in Klipphausen die Ortschaftsverfassung eingeführt wird. In Klipphausen ist seitdem sowohl der Ortschaftsrat für die Ortschaft Klipphausen als auch die Gemeindeverwaltung ansässig. Der Ortschaftsrat besteht aus acht Mitgliedern und ist neben Klipphausen auch für die Orte Hühndorf, Kleinschönberg, Lampersdorf, Lotzen, Röhrsdorf, Sachsdorf, Sora und Weistropp zuständig. Die Ortschaft Klipphausen entspricht damit der ehemaligen Gemeinde Klipphausen mit ihren Ortsteilen, die von 1994 bis 1998 existierte.
In der Nachwendezeit kam es südlich des Ortskernes zum Bau vieler Einfamilienhäuser und der entsprechenden Infrastruktur.

## Kultur und Sehenswürdigkeiten

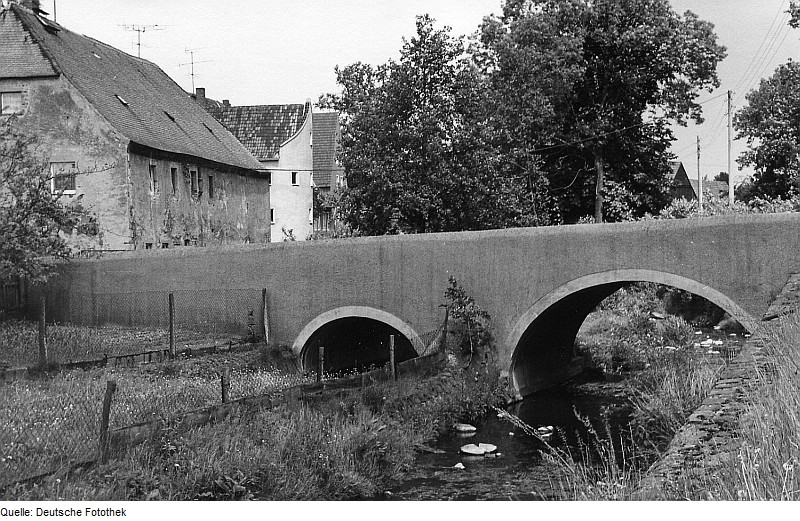
Brücke über die Wilde Sau, im Hintergrund das Schloss, 1983

Das 1528 erbaute Schloss Klipphausen wurde mehrmals umgestaltet. Heute hat es eine schlichte Bauform, es sind Merkmale mehrerer Stilepochen im Inneren des Schlosses zu finden. Der Raumaufteilung nach zu urteilen kam es zu Umbauten nach dem Dreißigjährigen Krieg und um das Jahr 1700. Am Nordeingang befindet sich eine Sandsteinplatte mit den Wappen der Familien von Ziegler und von Maltitz, darunter ist eingraviert:

„Kliphavsen · heis · ich · in · 
 Gotes · Hant · ste · ich · wer · 
 mich · hast · der · meide · mich · 1528“

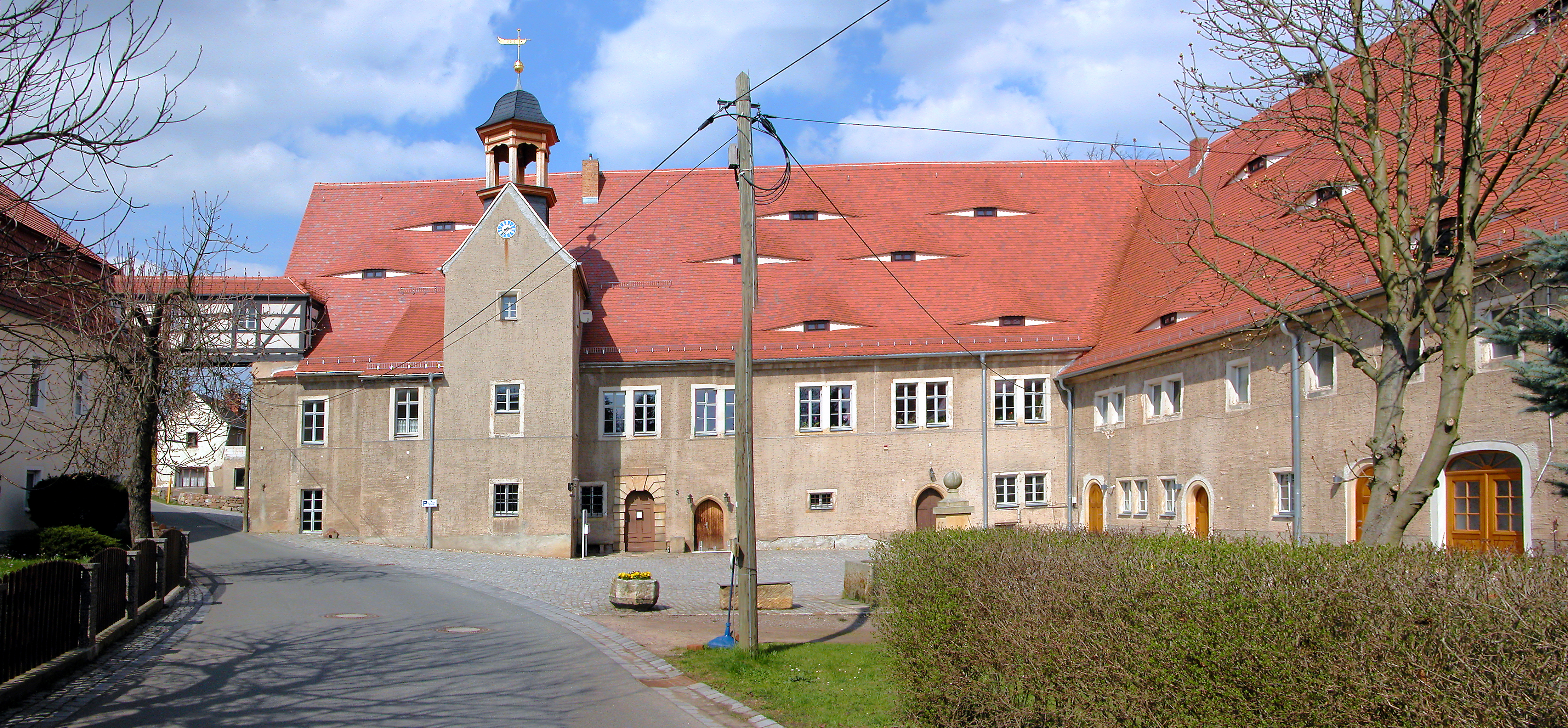
Schloss Klipphausen (2012)

Diese Platte gilt als älteste bekannte Nennung des Namens Klipphausen. Das Schloss besitzt ein Satteldach und hat zwei Geschosse, die durch eine von außen nicht sichtbare Wendeltreppe miteinander verbunden sind.
Nach vielfachen Besitzerwechseln im 17. und 18. Jahrhundert kam das Schloss 1762 durch Kauf an Maximilian Freiherr von Fletscher. 1794 kam es im Wege des Erbgangs über seine Tochter Johanne Friederike an das Haus Reuß-Köstritz, bei dem es bis 1945 verblieb. Die letzten Besitzerinnen, die Prinzessinnen Gertrud und Anna Reuß zu Köstritz, wurden 1945 enteignet.
Neben dem Schloss Klipphausen, in dem sich heute die Gemeindeverwaltung befindet, ist die Lehmannmühle im Ort sehenswert. Sie wurde im 17. Jahrhundert erbaut und ist die letzte noch erhaltene Wassermühle im Tal der Wilden Sau. Die Lehmannmühle ist als technisches Denkmal ausgewiesen und besitzt ein funktionierendes oberschlächtiges Wasserrad.

## Wirtschaft und Infrastruktur
Die Staatsstraße 177 trennt die Gemarkung in einen östlichen und einen westlichen Teil. Während sich der Ort östlich der Staatsstraße befindet, entstand in den 1990er Jahren auf der westlichen Seite ein heute 87 Hektar großes Gewerbegebiet, das in den Jahren 2007 und 2009 erweitert wurde und heute Sitz von etwa 90 Firmen ist. Begünstigt wurden die Unternehmensansiedlungen im Gewerbegebiet Klipphausen durch die südlich des Ortes verlaufende Bundesautobahn 4 (Frankfurt–Dresden). Sie hat mit der Staatsstraße 177 unmittelbar nördlich der Gemeindegrenze zu Wilsdruff eine Anschlussstelle, die auch die benachbarten Gewerbegebiete Hühndorfer Höhe, Sora, Röhrsdorf und Riemsdorf an das Fernstraßennetz anbindet.
Von der Staatsstraße ausgehend führt nordöstlich des Gewerbegebietes die Kreisstraße „Meißner Straße“ in die Klipphausener Ortsmitte. Über einen Kreisverkehr werden die Straßen in die umliegenden Orte angebunden. Die Omnibusse der Verkehrsgesellschaft Meißen binden den Ort unter anderem an die nächsten bedeutenden Bahnhöfe in Meißen und Dresden an.
In Klipphausen befinden sich eine Kindertagesstätte und eine der drei Grundschulen im Gemeindegebiet.

## Söhne und Töchter von Klipphausen
- Auguste Reuß zu Köstritz (* 26. Mai 1822 in Klipphausen; † 3. März 1862 in Schwerin), Großherzogin von Mecklenburg
- Heinrich VII. Reuß zu Köstritz (* 14. Juli 1825 in Klipphausen; † 2. Mai 1906 in Trebschen), deutscher Diplomat
- Heinrich XIII. Reuß zu Köstritz (* 18. September 1830 in Klipphausen; † 3. Januar 1897 in Baschkow, Provinz Posen), preußischer General der Infanterie und Mitglied des Preußischen Herrenhaus
- Wulf Kirsten (* 21. Juni 1934 in Klipphausen; † 14. Dezember 2022 in Bad Berka), deutscher Lyriker, Prosaist und Herausgeber